# Sötétlábú csupaszpereszke
A sötétlábú csupaszpereszke (Melanoleuca melaleuca) a pereszkefélék családjába tartozó, Európában és Észak-Amerikában honos, réteken, füves területeken élő, ehető gombafaj. 

## Megjelenése
A sötétlábú csupaszpereszke kalapja 3-8 (10) cm széles, alakja fiatalon domború, később laposan, sőt benyomottan kiterül, a közepén enyhe púppal. Széle fiatalon begöngyölt. Felszíne sima, zsírfényű. Színe nedves időben barna vagy sötét szürkésbarna, szárazon halványabb. 
Húsa fehér, sérülésre nem változik, a tönkben lefelé egyre barnább. Fiatalon fűillatú és mogyoróízű, idősen dohos, kellemetlenül édeskés.
Sűrű, kiöblösödő lemezei éppen csak érintik a tönköt. Színük eleinte fehér, idősen halványbarnás krémszínű.
Tönkje 4-9 cm magas és 0,5-1 cm vastag. Alakja lefelé szélesedő. Színe fehér, sötéten szálazott, a töve felé egyre sötétebb. 
Spórapora fehéres, halvány krémszínű. Spórája ellipszis alakú, sűrűn szemölcsös, amiloid, mérete 7-8 x 4-6 μm.  

### Hasonló fajok
A rövidtönkű csupaszpereszke hasonlíthat hozzá.  

## Elterjedése és termőhelye
Európában és Észak-Amerikában honos.
Réteken, tisztásokon, füves területeken található meg egyesével vagy kisebb csoportokban. A talaj szempontjából nem igényes, gyakran kiszáradó homoktalajon éppúgy megél, mint ártéri ligeterdők mindig nyirkos, tápanyagban túltelített talajában. Felhagyott fafeldolgozó telepek szélén is előfordul, akárcsak birkakarámoktól, vagy marhaistállóktól nem messzi akácosokban. Szeptembertől novemberig terem. 

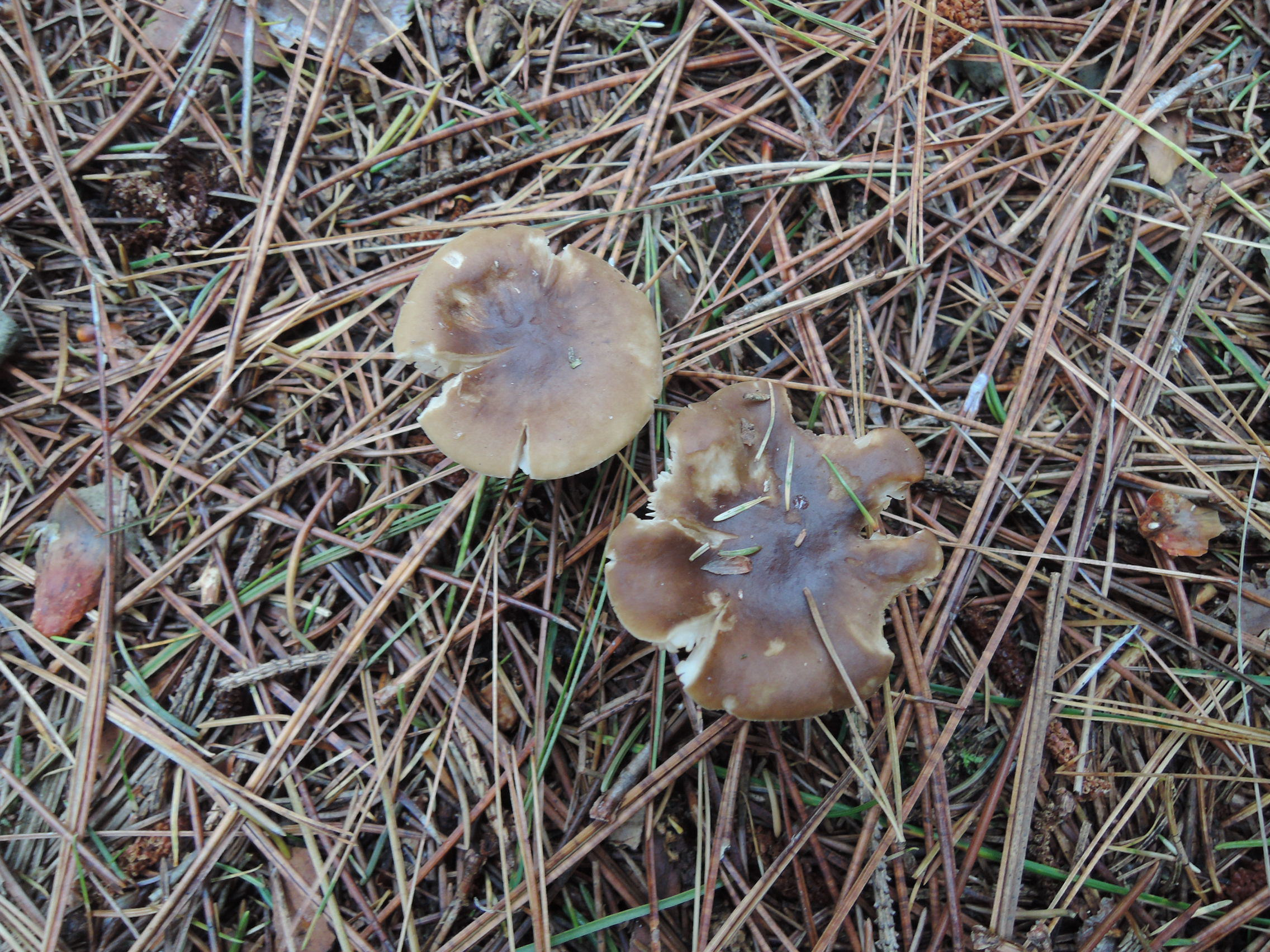
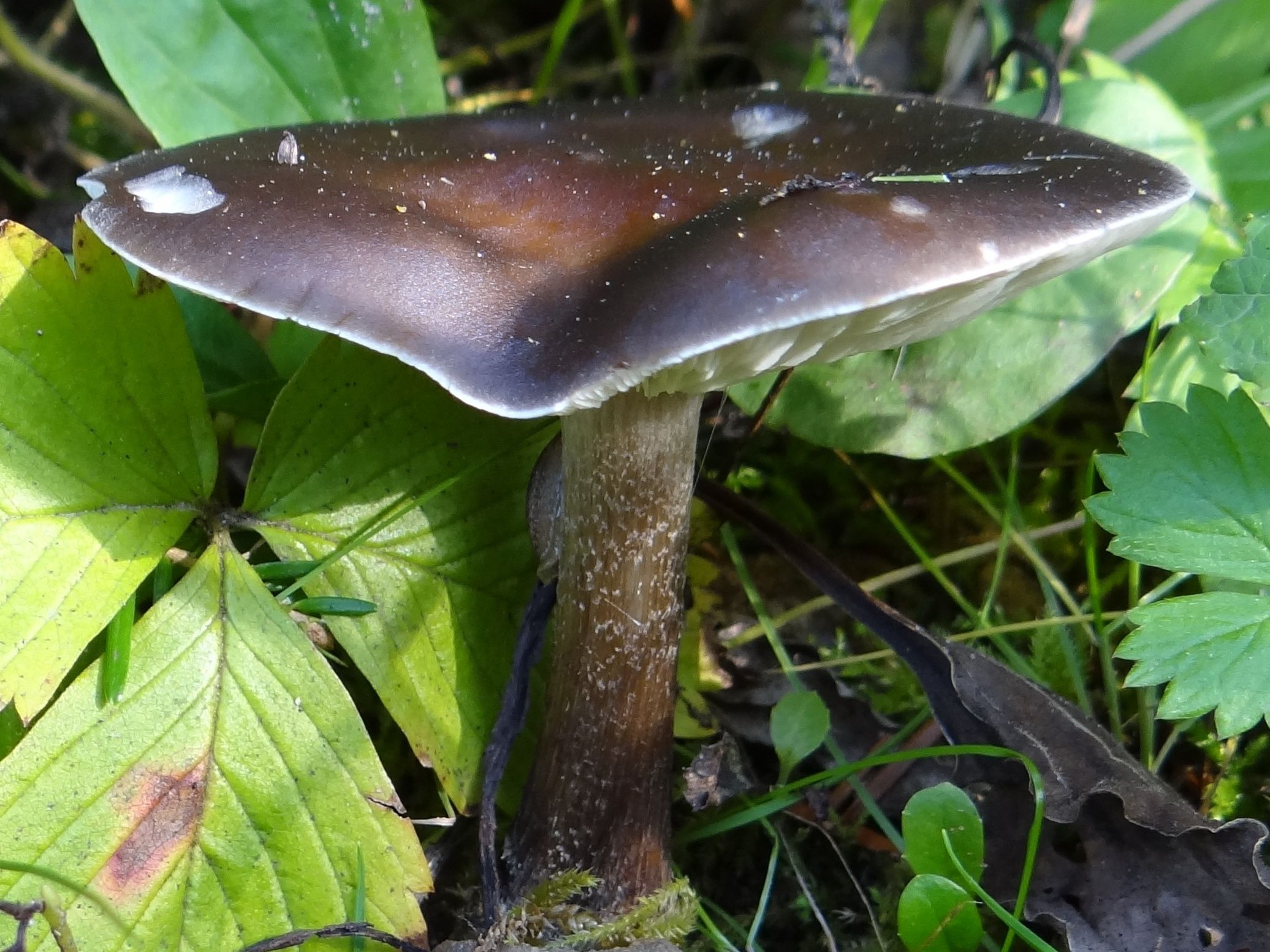
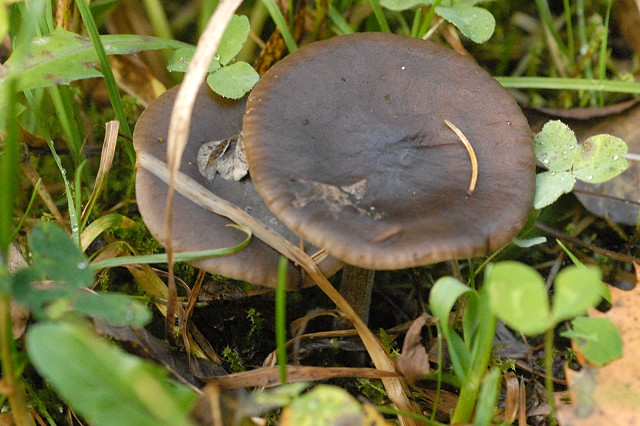
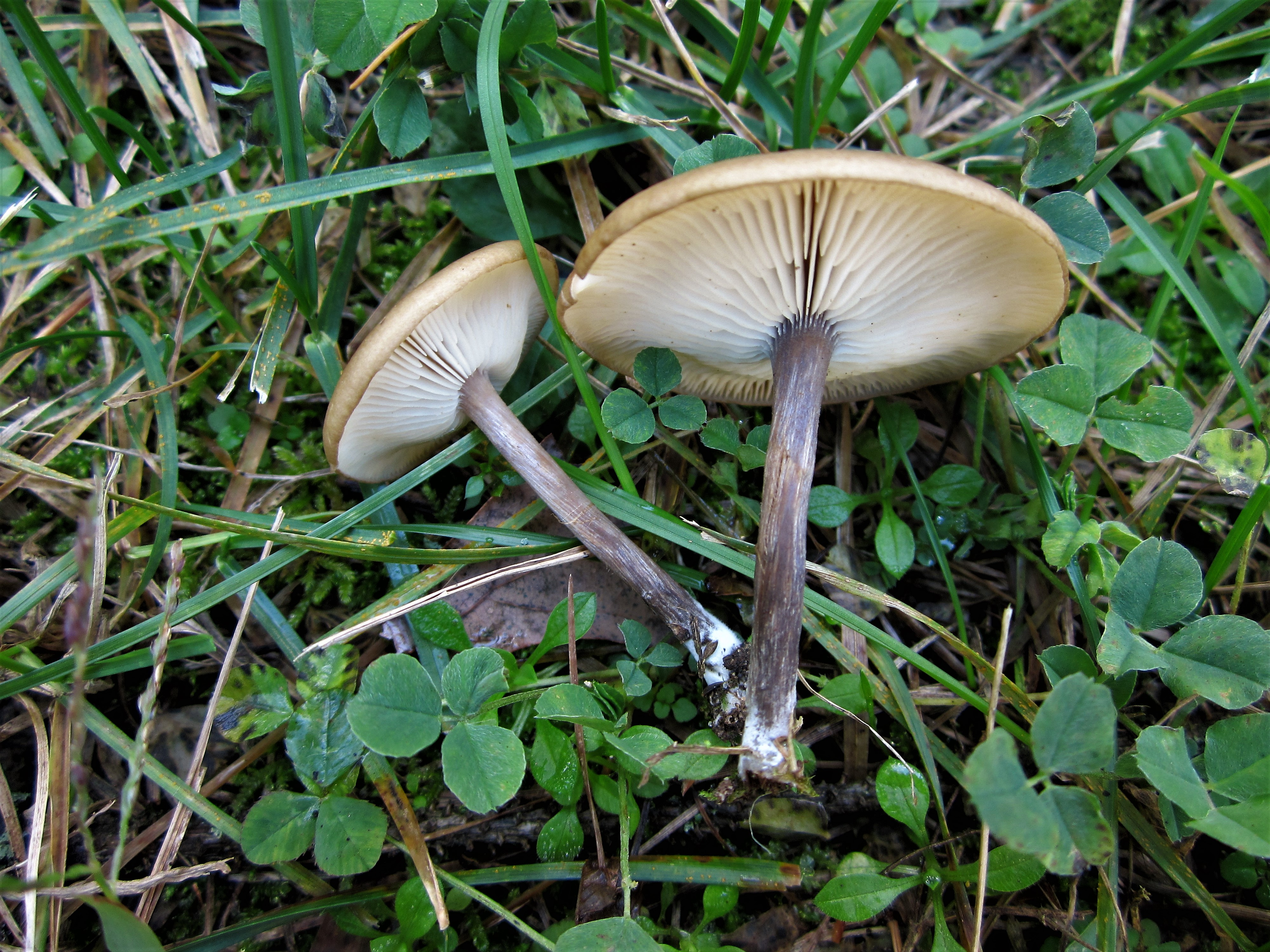
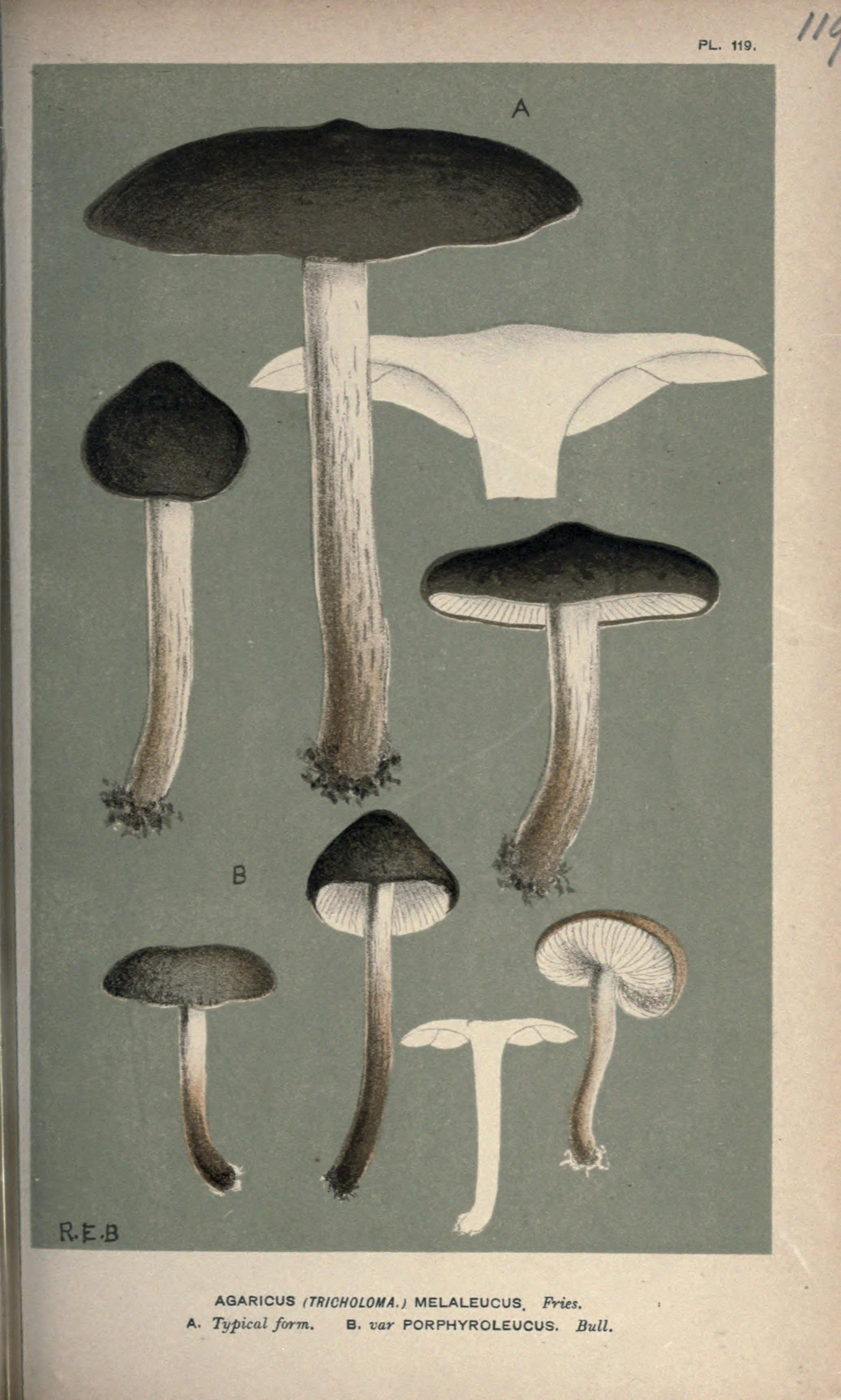

Ehető. 